# Liste der Erzbischöfe von Siena
Die folgenden Personen waren Bischöfe und Erzbischöfe von Siena (Italien, seit 1986 Erzbistum Siena-Colle di Val d’Elsa-Montalcino):

## Bischöfe
- Lucifero (ca. 306)
- Florian (um 313–335)
- Dodo (um 440)
- Eusebius (um 465)
- Magno (um 520)
- Mauro I. (um 565)
- Aymo (um 597)
- Robert (um 612)
- Piriteo (um 628)
- Antifred (um 642)
- Mauro II. (um 649)
- Andrea (um 658)
- Gualterano (um 670)
- Gerardo (um 674)
- Vitelliano (um 679)
- Lupo (um 689)
- Adeodato (ab 713 oder 714)[1]
- Causirio (um 722)
- Grosso (um 743)
- Giordano (um 761)
- Peredeo (um 776)
- Johannes I. (um 792)
- (Gherardo)
- Andreas (um 795)
- Piriteo (um 800)
- Peter (um 826)
- Tommaso (um 830)
- Gerardo (um 841)
- Concio (um 844–853)
- Gherardo (um 855)
- Ambrogio (um 864)
- Ansifred
- Ubertino (um 900)
- Egidio (um 906)
- Teodorico (um 913)
- Gerardo (um 932)
- Vitelliano
- Pisano (um 963)
- Lucido
- Ildebrando (um 987)
- Adeodato (um 1001)
- Giselbert (um 1013)
- Leo (um 1031)
- Adelbert (um 1036)
- Johannes (um 1050–1058)
- Antifred (um 1058)
- Roffred (um 1059)
- Amadio (um 1062)
- Rodolfo oder Radulfo (um 1068–1076)
- Gualfredo (1084/85–1127)[2]
- Ranieri oder Rainaldo (1127–1170)
- Gunterone (1170–1189)
- Bono (1189–1216)
- Bonfiglio (1216–1252)
- Tommaso Fusconi OP (1254–1273)
- Bandino Bonci (1273–1281)
- Bernhard (1281–…)
- Rainaldo di Uguccione Malavolti (1282–1307)
- Ruggeri da Casole OP (1307–1317)
- Donosdeo dei Malavolti (1317–1348)
- Azzolino dei Malavolti (1351–1370)
- Iacopo di Egidio dei Malavolti (1370–1371)
- Guglielmo Vasco OFM (1371–1377), dann Bischof von Győr
- Luca Bettino Ghini CRSA (1377–1384)
- Carlo Minutoli (1384)
- Francesco Mormigli (1385–1396)
- Guglielmo (1396–1407)
- Gabriele Condulmer (1407–1409), später Papst Eugen IV.
- Antonio Kardinal Casini (1409–1427), dann Apostolischer Administrator von Grosseto
- Carlo Bartoli (1427–1446)
- Cristoforo da San Marcello (1444)
- Neri da Montecarlo (1444–1449)
- Enea Silvio Kardinal Piccolomini (1450–1457), dann Kardinalkämmerer, ab 1458 Papst Pius II.

## Erzbischöfe
- Antonio Piccolomini (1458–1459)
- Francesco Kardinal Todeschini-Piccolomini (1460–1503), Administrator, dann Papst Pius III.
- Giovanni Kardinal Piccolomini (1503–1529), später Kardinaldekan
- Francesco Bandini Piccolomini (1529–1588)
- Ascanio I. Piccolomini (1588–1597)
- François-Marie Kardinal Tarugi (1597–1607)
- Camillo Borghese (1607–1612)
- Metello Kardinal Bichi (1612–1615)
- Alessandro Petrucci (1615–1628)
- Ascanio II. Piccolomini (1629–1671)
- Celio Kardinal Piccolomini (1671–1681)
- Leonardo Marsili (1682–1713)
- Alessandro Zondadari (1715–1744)
- Alessandro Cervini (1747–1771)
- Tiberio Borghesi (1772–1792)
- Alfonso Marsili (1792–1794)
- Antonio Felice Kardinal Zondadari (1795–1823)
- Giuseppe Mancini (1824–1855)
- Ferdinando Baldanzi (1855–1866)
- Sedisvakanz
- Enrico Bindi (1871–1876)
- Giovanni Pierallini (1876–1888)
- Celestino Zini (1889–1892)
- Benedetto Tommasi (1892–1908)
- Paolo Maria Barone (1908–1909)
- Prospero Scaccia (1909–1932)
- Gustavo Matteoni (1932–1934)
- Mario Toccabelli (1935–1961)
- Ismaele Mario Castellano OP (1961–1989)
- Gaetano Bonicelli (1989–2001)
- Antonio Buoncristiani (2001–2019)
- Augusto Paolo Kardinal Lojudice (seit 2019)